# 经海路站
经海路站是一个位于中国北京市通州区台湖镇科创十二街、经海路交叉口，属于北京地铁亦庄线的地铁车站。

## 结构
该站为高架站，侧式站台设计，车站外观为“方盒子”型。
| 地上二层 站台层 | 侧式站台，右側開门             | 侧式站台，右側開门                          |
| 地上二层 站台层 | █ 亦庄线往宋家庄（同济南路）   |                                             |
| 地上二层 站台层 | █ 亦庄线往亦庄火车站（次渠南） |                                             |
| 地上二层 站台层 | 侧式站台，右側開门             |                                             |
| 地上一层 站厅层 | 站厅，出入口                   | 客务中心、自动售票机、进出站闸机、A-B出入口 |

## 出入口
|                           |                    |                  |      |            |
| 编号                      | 指示               | 建议前往的目的地 | 图片 | 無障礙設施 |
| 出口 · A · 1 · 升降机标志 | 科创十二街         |                  |      |            |
| 出口 · B · 1              | 科创十二街，经海路 |                  |      | 不適用     |
| 註： 設有                 |                    |                  |      |            |